# Corigliano-Rossano
Corigliano-Rossano je italská obec, která vznikla k 31. březnu 2018 spojením dvou kalábrijských měst Corigliano Calabro a Rossano. Se 77 096 obyvateli (2019) je největší obcí v provincii Cosenza. Spojení obou měst proběhlo po referendu z 22. října 2017, kdy pro spojení bylo v Corigliano 61,4 procenta a v Rossanu 94,1 procenta voličů
Město je sídlem arcidiecéze Rossano-Cariati, má 356 kilometrů čtverečních s hustotou obyvatelstva 217 obyvatel na kilometr čtvereční a sousedí s obcemi Acri, Calopezzati, Cassano allo Ionio, Cropalati, Crosia, Longobucco, Paludi, San Cosmo Albanese, San Demetrio Corone, San Giorgio Albanese, Spezzano Albanese, Tarsia a Terranova da Sibari.